# Щипицын, Александр Васильевич
Александр Васильевич Щипицын   (1897, Нижний Новгород — 1943, Москва) — русский советский художник. Участник Гражданской войны.

## Биография
Александр Васильевич Щипицын родился в 1897 году в Нижнем Новгороде. Сын крестьянина, он в 16 лет окончил Нижегородскую низшую техническую школу, затем работал в конторе пароходства «Любимов».  В 1916 - 1918  годах воевал  на турецком фронте. Вернувшись с фронта работал в зимнее время в Муромском затоне, а в летние месяцы — кочегаром на пароходе «Юрий».
Участник гражданской войны. Получил ранение, после которого был переведен в тыловые части Красной Армии. Пребывание художника на фронте в окопах спровоцировало заболевание туберкулезом легких.
В 1921 — 1925 годах учился в Нижегородском государственном художественном техникуме, преподаватель — А. Куприн;
В 1925 — 1930 годах — в Высших художественно-технических мастерских и Высшем художественно-техническом институте (ВХУТЕМАС-ВХУТЕИН), педагоги А. Древин, Р. Фальк, Д. Штеренберг.
В 1930 — 1932 годы Щипицын жил в мастерской В. Е. Татлина на втором этаже башни Новодевичьего монастыря. В эти годы он  принимал участие в работе В. Татлина над конструкцией «Летатлин» в его мастерской в башне Новодевичьего монастыря. Щипицын делал формы деревянных матриц для летательного аппарата.
С 1929 года — участник выставок. Состоял в нескольких объединениях художников:  объединении «Рост», Обществе станковистов (ОСТ), Российской ассоциации пролетарских художников (РАПХ). После 1934 года за формализм в живописи вместе с художниками А. Тышлером, А. Лабасом, А. Козловым, И. Ивановским был отнесен  к «романтикам-интуитивистам», что закрыло художнику дорогу к участию в выставках.

## Творчество
Щипицын не писал с натуры,  любил использовать круглые колонковые кисти. В процессе создания картины сначала писал  густыми красками, втирая их в грунт, а потом лессировал.  С грунтовал холсты, хотя есть работы, написанные на французском грунтованном холсте. Иногда писал с использованием своска.
Автор пейзажей, портретов  —  «Весна» (1933), «Керженец. Стадо в лесу» (1938), «Автопортрет» (1942), «Непманы» (1929-1930) и др. работы. Мастер жанровой живописи: «Промывка золота» (1928-1929), «Два мопса» (1929), «Грибницы» (1936) и др.

## Галерея
- Щипицын А. В. Рабочий поселок. 1928-1929
- Промывка золота
- Непманы
- Грибницы
- Два мопса